# Vòng loại Giải vô địch bóng đá thế giới 2002 – Khu vực châu Phi
Dưới đây là các ngày thi đấu và kết quả của vòng loại Giải vô địch bóng đá thế giới 2002 khu vực châu Phi. Liên đoàn Bóng đá châu Phi (CAF) được phân bổ năm suất tham dự Vòng chung kết World Cup 2002. Tổng cộng có 51 đội tham gia vòng loại.
Burundi rút lui trước khi bốc thăm, trong khi Niger chọn không tham dự. Guinea bị loại khỏi giải đấu ở vòng 2 do chính phủ can thiệp vào liên đoàn bóng đá quốc gia, dẫn đến việc các kết quả của họ ở vòng 2 bị hủy bỏ.
Năm suất vào thẳng vòng chung kết của châu Phi được trao cho Cameroon, Senegal, Tunisia, Nam Phi và Nigeria.

## Thể thức
Thể thức thi đấu gồm hai vòng:
- Vòng 1: 50 đội được chia thành năm bảng, mỗi bảng gồm 10 đội. Trong mỗi bảng, 10 đội được ghép cặp để thi đấu loại trực tiếp theo thể thức sân nhà – sân khách. Các đội thắng đi tiếp vào vòng hai.

- Vòng 2: 25 đội được chia thành năm bảng, mỗi bảng gồm năm đội. Các đội thi đấu vòng tròn lượt đi – lượt về. Đội đứng đầu mỗi bảng giành quyền tham dự vòng chung kết.

## Vòng 1

### Bảng A
| Đội 1        | TTS | Đội 2   | Lượt đi | Lượt về |
| ------------ | --- | ------- | ------- | ------- |
| Mauritanie   | 1–5 | Tunisia | 1–2     | 0–3     |
| Guiné-Bissau | 0–3 | Togo    | 0–0     | 0–3     |
| Cabo Verde   | 0–2 | Algérie | 0–0     | 0–2     |
| Bénin        | 1–2 | Sénégal | 1–1     | 0–1     |
| Gambia       | 0–3 | Maroc   | 0–1     | 0–2     |

### Bảng B
| Đội 1      | TTS     | Đội 2      | Lượt đi | Lượt về |
| ---------- | ------- | ---------- | ------- | ------- |
| Madagascar | 2–1     | Gabon      | 2–0     | 0–1     |
| Botswana   | 0–2     | Zambia     | 0–1     | 0–1     |
| Swaziland  | 1–8     | Angola     | 0–1     | 1–7]]   |
| Lesotho    | 0–3     | Nam Phi    | 0–2     | 0–1     |
| Sudan      | 2–2 (a) | Mozambique | 1–0     | 1–2     |

### Bảng C
| Đội 1                | TTS | Đội 2          | Lượt đi | Lượt về |
| -------------------- | --- | -------------- | ------- | ------- |
| São Tomé và Príncipe | 2–4 | Sierra Leone   | 2–0     | 0–4     |
| Trung Phi            | 1–4 | Zimbabwe       | 0–1     | 1–3     |
| Rwanda               | 2–4 | Bờ Biển Ngà    | 2–2     | 0–2     |
| Guinea Xích Đạo      | 2–5 | Cộng hòa Congo | 1–3     | 1–2     |
| Libya                | 4–3 | Mali           | 3–0     | 1–3     |

### Bảng D
| Đội 1      | TTS  | Đội 2      | Lượt đi | Lượt về |
| ---------- | ---- | ---------- | ------- | ------- |
| Djibouti   | 2–10 | CHDC Congo | 1–1     | 1–9     |
| Seychelles | 1–4  | Namibia    | 1–1     | 0–3     |
| Eritrea    | 0–4  | Nigeria    | 0–0     | 0–4     |
| Somalia    | 0–6  | Cameroon   | 0–3     | 0–3     |
| Mauritius  | 2–6  | Ai Cập     | 0–2     | 2–4     |

### Bảng E
| Đội 1    | TTS | Đội 2        | Lượt đi | Lượt về |
| -------- | --- | ------------ | ------- | ------- |
| Malawi   | 2–0 | Kenya        | 2–0     | 0–0     |
| Tanzania | 2–4 | Ghana        | 0–1     | 2–3     |
| Uganda   | 4–7 | Guinée       | 4–4     | 0–3     |
| Ethiopia | 2–4 | Burkina Faso | 2–1     | 0–3     |
| Tchad    | 0–1 | Liberia      | 0–1     | 0–0     |

## Vòng 2

### Bảng A
| VT | Đội      | ST | T | H | B | BT | BB | HS  | Đ  | Giành quyền tham dự |     | Cameroon | Angola | Zambia | Togo | Libya |
| -- | -------- | -- | - | - | - | -- | -- | --- | -- | ------------------- | --- | -------- | ------ | ------ | ---- | ----- |
| 1  | Cameroon | 8  | 6 | 1 | 1 | 14 | 4  | +10 | 19 | 2002 FIFA World Cup |     | —        | 3–0    | 1–0    | 2–0  | 1–0   |
| 2  | Angola   | 8  | 3 | 4 | 1 | 11 | 9  | +2  | 13 |                     |     | 2–0      | —      | 2–1    | 1–1  | 3–1   |
| 3  | Zambia   | 8  | 3 | 2 | 3 | 14 | 11 | +3  | 11 |                     | 2–2 | 1–1      | —      | 2–0    | 2–0  |       |
| 4  | Togo     | 8  | 2 | 3 | 3 | 10 | 13 | −3  | 9  |                     | 0–2 | 1–1      | 3–2    | —      | 2–0  |       |
| 5  | Libya    | 8  | 0 | 2 | 6 | 7  | 19 | −12 | 2  |                     | 0–3 | 1–1      | 2–4    | 3–3    | —    |       |

### Bảng B
| VT | Đội          | ST | T | H | B | BT | BB | HS  | Đ  | Giành quyền tham dự |     | Nigeria | Liberia | Sudan | Ghana | Sierra Leone |
| -- | ------------ | -- | - | - | - | -- | -- | --- | -- | ------------------- | --- | ------- | ------- | ----- | ----- | ------------ |
| 1  | Nigeria      | 8  | 5 | 1 | 2 | 15 | 3  | +12 | 16 | 2002 FIFA World Cup |     | —       | 2–0     | 3–0   | 3–0   | 2–0          |
| 2  | Liberia      | 8  | 5 | 0 | 3 | 10 | 8  | +2  | 15 |                     |     | 2–1     | —       | 2–0   | 1–2   | 1–0          |
| 3  | Sudan        | 8  | 4 | 0 | 4 | 8  | 10 | −2  | 12 |                     | 0–4 | 2–0     | —       | 1–0   | 3–0   |              |
| 4  | Ghana        | 8  | 3 | 2 | 3 | 10 | 9  | +1  | 11 |                     | 0–0 | 1–3     | 1–0     | —     | 5–0   |              |
| 5  | Sierra Leone | 8  | 1 | 1 | 6 | 2  | 15 | −13 | 4  |                     | 1–0 | 0–1     | 0–2     |       | —     |              |

### Bảng C
| VT | Đội     | ST | T | H | B | BT | BB | HS  | Đ  | Giành quyền tham dự |     | Sénégal | Maroc | Ai Cập | Algérie | Namibia |
| -- | ------- | -- | - | - | - | -- | -- | --- | -- | ------------------- | --- | ------- | ----- | ------ | ------- | ------- |
| 1  | Sénégal | 8  | 4 | 3 | 1 | 14 | 2  | +12 | 15 | 2002 FIFA World Cup |     | —       | 1–0   | 0–0    | 3–0     | 4–0     |
| 2  | Maroc   | 8  | 4 | 3 | 1 | 8  | 3  | +5  | 15 |                     |     | 0–0     | —     | 1–0    | 2–1     | 3–0     |
| 3  | Ai Cập  | 8  | 3 | 4 | 1 | 16 | 7  | +9  | 13 |                     | 1–0 | 0–0     | —     | 5–2    | 8–2     |         |
| 4  | Algérie | 8  | 2 | 2 | 4 | 11 | 14 | −3  | 8  |                     | 1–1 | 1–2     | 1–1   | —      | 1–0     |         |
| 5  | Namibia | 8  | 0 | 2 | 6 | 3  | 26 | −23 | 2  |                     | 0–5 | 0–0     | 1–1   | 0–4    | —       |         |

### Bảng D
| VT | Đội            | ST | T | H | B | BT | BB | HS  | Đ  | Giành quyền tham dự |     | Tunisia | Bờ Biển Ngà | Cộng hòa Dân chủ Congo | Madagascar | Cộng hòa Congo |
| -- | -------------- | -- | - | - | - | -- | -- | --- | -- | ------------------- | --- | ------- | ----------- | ---------------------- | ---------- | -------------- |
| 1  | Tunisia        | 8  | 6 | 2 | 0 | 23 | 4  | +19 | 20 | 2002 FIFA World Cup |     | —       | 1–1         | 6–0                    | 1–0        | 6–0            |
| 2  | Bờ Biển Ngà    | 8  | 4 | 3 | 1 | 18 | 8  | +10 | 15 |                     |     | 2–2     | —           | 1–2                    | 6–0        | 2–0            |
| 3  | CHDC Congo     | 8  | 3 | 1 | 4 | 7  | 16 | −9  | 10 |                     | 0–3 | 1–2     | —           | 1–0                    | 2–0        |                |
| 4  | Madagascar     | 8  | 2 | 0 | 6 | 5  | 15 | −10 | 6  |                     | 0–2 | 1–3     | 3–0         | —                      | 1–0        |                |
| 5  | Cộng hòa Congo | 8  | 1 | 2 | 5 | 5  | 15 | −10 | 5  |                     | 1–2 | 1–1     | 1–1         | 2–0                    | —          |                |

### Bảng E
| VT | Đội          | ST | T | H | B | BT | BB | HS | Đ  | Giành quyền tham dự |     | Cộng hòa Nam Phi | Zimbabwe | Burkina Faso | Malawi | Guinée |
| -- | ------------ | -- | - | - | - | -- | -- | -- | -- | ------------------- | --- | ---------------- | -------- | ------------ | ------ | ------ |
| 1  | Nam Phi      | 6  | 5 | 1 | 0 | 10 | 3  | +7 | 16 | 2002 FIFA World Cup |     | —                | 2–1      | 1–0          | 2–0    | Hủy    |
| 2  | Zimbabwe     | 6  | 4 | 0 | 2 | 7  | 5  | +2 | 12 |                     |     | 0–2              | —        | 1–0          | 2–0    | Hủy    |
| 3  | Burkina Faso | 6  | 1 | 2 | 3 | 7  | 8  | −1 | 5  |                     | 1–1 | 1–2              | —        | 4–2          | 2–3    |        |
| 4  | Malawi       | 6  | 0 | 1 | 5 | 4  | 12 | −8 | 1  |                     | 1–2 | 0–1              | 1–1      | —            | Hủy    |        |
| 5  | Guinée       | 0  | 0 | 0 | 0 | 0  | 0  | 0  | 0  | Bị loại             |     | Hủy              | 3–0      | Hủy          | 1–1    | —      |

1. ↑  Guinea bị loại vào ngày 19 tháng 3 năm 2001 do chính phủ can thiệp vào bóng đá.[2] Kết quả của ba trận đấu của họ đã bị hủy bỏ.

## Các đội tuyển vượt qua vòng loại
5 đội tuyển sau đến từ CAF vượt qua vòng loại tham dự Giải vô địch bóng đá thế giới 2002
| Đội tuyển | Tư cách vượt qua vòng loại | Ngày vượt qua vòng loại | Số lần tham dự FIFA World Cup trước đây |
| --------- | -------------------------- | ----------------------- | --------------------------------------- |
| Cameroon  | Nhất Bảng 1 Vòng 2         | 1 tháng 7 năm 2001      | 4 (1982, 1990, 1994, 1998)              |
| Nigeria   | Nhất Bảng 2 Vòng 2         | 29 tháng 7 năm 2001     | 2 (1994, 1998)                          |
| Sénégal   | Nhất Bảng 3 Vòng 2         | 21 tháng 7 năm 2001     | 0 (lần đầu)                             |
| Tunisia   | Nhất Bảng 4 Vòng 2         | 15 tháng 7 năm 2001     | 2 (1978, 1998)                          |
| Nam Phi   | Nhất Bảng 5 Vòng 2         | 1 tháng 7 năm 2001      | 1 (1998)                                |

## Cầu thủ ghi nhiều bàn thắng
Đã có 379 bàn thắng ghi được trong 145 trận đấu, trung bình 2.61 bàn thắng mỗi trận đấu.
11 bàn thắng
- Ibrahima Bakayoko

8 bàn thắng
- El Hadji Diouf

6 bàn thắng
- Akwá
- Patrick Mboma
- Zoubeir Baya

5 bàn thắng
- Ngidi Yemweni
- Ziad Jaziri
- Ali Zitouni
- Peter Ndlovu

4 bàn thắng
- Pascal Feindouno
- Souleymane Youla
- Abdeljalil Hadda
- Razundara Tjikuzu
- Victor Agali
- Nwankwo Kanu
- Shaun Bartlett
- Imed Mhedhebi